# Подліпе (Домбровський повіт)
Подліпе (пол. Podlipie) — село в Польщі, у гміні Болеслав Домбровського повіту Малопольського воєводства.
Населення — 294 особи (2011).
У 1975-1998 роках село належало до Тарновського воєводства.

## Демографія
Демографічна структура станом на 31 березня 2011 року:
|          | Загалом | Допрацездатний вік | Працездатний вік | Постпрацездатний вік |
| -------- | ------- | ------------------ | ---------------- | -------------------- |
| Чоловіки | 132     | 19                 | 93               | 20                   |
| Жінки    | 162     | 26                 | 106              | 30                   |
| Разом    | 294     | 45                 | 199              | 50                   |